# Bishop Monkton
Bishop Monkton is een civil parish in het bestuurlijke gebied Harrogate, in het Engelse graafschap North Yorkshire met 778 inwoners.